# Piće
Piće, pilo ili napitak, naziv je za sve tekućine koje ljudi unose oralno radi užitka ili da bi se zadovoljile tjelesne potrebe. Pića se obično dijele na prema prisutnosti alkohola na alkoholna ili bezalkoholna, prema toplini na hladna i topla te na gazirana i negazirana.